# Garland (Utah)
Garland – miasto w Stanach Zjednoczonych, w stanie Utah, w hrabstwie Box Elder.